# Jaume I metróállomás
Jaume I egyike a Spanyolországban található barcelonai metró metróállomásainak.

## Metróvonalak
Az állomást az alábbi metróvonalak érintik:
- 4-es metróvonal

## Kapcsolódó állomások
Az állomáshoz az alábbi állomások vannak a legközelebb:
- Urquinaona (Trinitat Nova, 4-es metróvonal)
- Barceloneta (La Pau, 4-es metróvonal)